# Dicrocaulon ramulosum
Dicrocaulon ramulosum är en isörtsväxtart som först beskrevs av L. Bol., och fick sitt nu gällande namn av H.-d. Ihlenfeldt. Dicrocaulon ramulosum ingår i släktet Dicrocaulon och familjen isörtsväxter. Inga underarter finns listade i Catalogue of Life.